# In the Middle of the Night
"In the Middle of the Night" é uma canção da banda alemã de eurodance Magic Affair, lançada em 1994 como o terceiro single de seu primeiro álbum de estúdio, Omen (The Story Continues...). As partes do rap são executadas pelo rapper americano AK Swift, e os vocais pela cantora alemã Franca Morgano. A canção obteve sucesso moderado na Europa, chegando ao número 10 na Finlândia, número 14 na Áustria, número 26 na França e o número 16 na Alemanha e Suécia. No Eurochart Hot 100, o single alcançou a 34ª posição em setembro de 1994.

## Lista de faixas
| CD maxi, Alemanha (1994) |                                                   |         |  |
| N.º                      | Título                                            | Duração |  |
| 1.                       | "In The Middle Of The Night" (Single Edit)        | 4:06    |  |
| 2.                       | "In The Middle Of The Night" (Maxi Edit)          | 6:20    |  |
| 3.                       | "In The Middle Of The Night" (Midnight-Club Edit) | 6:10    |  |